# George Kleinsinger
George Kleinsinger (San Bernardino, 13 febbraio 1914 – New York City, 28 luglio 1982) è stato un compositore statunitense.
Nota è soprattutto la sua collaborazione negli anni quaranta con Paul Tripp, con cui compose la canzone per bambini Tubby the Tuba. Scrisse la musica anche per la versione musicale della storia Archy & Mehitabel e per il musical di Broadway Shinbone Alley.